# スパイツタウン
スパイツタウン（英：Speightstown）は、アメリカ合衆国の競走馬、種牡馬。主な勝ち鞍は2004年のブリーダーズカップ・スプリント(GI)。

## 競走馬時代
父はミスタープロスペクター直仔の名種牡馬ゴーンウェスト、母シルケンキャットも大種牡馬ストームキャット産駒のカナダ2歳牝馬チャンピオンという血統背景により幼駒時代から注目され、2000年7月のキーンランド・セールで200万ドルで購買される。
3歳2月にデビュー2戦目で初勝利を挙げるが、同年夏からは骨折により2度の手術が行われるなど2年近い休養を余儀なくされる。
2004年、6歳にして充実の時を迎える。ベルモントパーク競馬場とサラトガ競馬場でダート1200mのコースレコードを樹立し、快速馬としての資質を遺憾なく発揮すると、ラストランとなったブリーダーズカップ・スプリント(GI)も制して同年のエクリプス賞最優秀短距離馬に選出された。

### 年度別競走成績
- 2000年（1戦0勝）[2]
- 2001年（7戦4勝）[2]
- 2003年（2戦1勝）[2]
- 2004年（6戦5勝） - ブリーダーズカップ・スプリント(GI)、アルフレッド・G・ヴァンダービルトハンデキャップ(GII)、トゥルーノースハンデキャップ(GII)、チャーチルダウンズハンデキャップ(GII) [2]

## 種牡馬時代
引退後はケンタッキー州のウィンスターファームで種牡馬入り。北米リーディングサイアーランキングでは2010年から2015年までトップ10に入り、2013年には1位キトゥンズジョイから僅差の2位に入っている。勝ち馬率が非常に高く、アベレージに定評のある種牡馬である。
産駒は北米のダート短距離を中心に活躍しているが、2013年のハリウッドダービー(GI)を制したシークアゲイン、2009年のジャンプラ賞を制したロードシャナキル、2017年のNHKマイルカップで2着に入ったリエノテソーロなど、芝をこなす産駒も輩出している。
2023年12月8日、療養先のウィンスターファームで、加齢による脚部不安により、安楽死の処置が取られた。

### 主な産駒
北米、欧州、UAEはGI勝ち馬を、日本は重賞勝ち馬を記載する。

#### 北米
- ヘインズフィールド（英語版） / Haynesfield （2010年ジョッキークラブゴールドカップステークス）
- ジャージータウン / Jersey Town （2010年シガーマイルハンデキャップ）
- モナデマンマ（英語版） / Mona de Momma （2010年ヒューマナディスタフステークス）
- ポセイドンズウォリアー / Poseidon's Warrior （2012年アルフレッド・G・ヴァンダービルトハンデキャップ）
- ゴールデンチケット / Golden Ticket （2012年トラヴァーズステークス）
- シークアゲイン（英語版） / Seek Again （2013年ハリウッドダービー）
- ダンストゥブリストル / Dance to Bristol（2013年バレリーナステークス）
- ライトハウスベイ / Lighthouse Bay （2013年プライオレスステークス）
- ロックフォール（英語版） / Rock Fall （2014年アルフレッド・G・ヴァンダービルトハンデキャップ、2014年ヴォスバーグステークス）
- フォースザパス / Force the Pass （2015年ベルモントダービーインビテーショナルステークス）
- タマークズ（英語版） / Tamarkuz （2016年ブリーダーズカップ・ダートマイル）
- コンペティションオブアイディアズ / Competitionofideas （2018年アメリカンオークス）
- シェアリング / Sharing （2019年ブリーダーズカップ・ジュヴェナイルフィリーズターフ）
- レディスパイツピア / Lady Speightspeare（2020年加・ナタルマステークス）
- フラッグスタッフ / Flagstaff（2021年チャーチルダウンズステークス）
- レキシトニアン / Lexitonian（2021年アルフレッド・G・ヴァンダービルトハンデキャップ）
- シャールズスパイト / Shirl's Speight（2022年メーカーズマークマイルステークス）
- オリンピアド / Olympiad（2022年ジョッキークラブゴールドカップ）
- プリンスオブモナコ / Prince Of Monaco（2023年デルマーフューチュリティステークス）

#### 欧州
- ロードシャナキル / Lord Shanakill （2009年ジャンプラ賞）

#### UAE
- レイナルドザウィザード / Reynaldothewizard （2013年ドバイゴールデンシャヒーン）
- スイッツァランド / Switzerland （2022年ドバイゴールデンシャヒーン）

#### 日本
- ドスライス （2011年クラスターカップ）
- リエノテソーロ （2016年エーデルワイス賞、全日本2歳優駿、2018年スパーキングレディーカップ）
- エイシンテキサス（2017年唐津湾賞、2018年園田FCスプリント、2019年日本海スプリント、OROターフスプリント）
- マテラスカイ （2018年プロキオンステークス、2020年クラスターカップ）
- モズスーパーフレア （2019年オーシャンステークス、2020年高松宮記念）
- フルフラット（2020年サンバサウジダービーカップ）
- スパーダ（2022年佐賀オータムスプリント）

### ブルードメアサイアーとしての主な産駒
- 2015年産
  - ミアミスチーフ / Mia Mischief（2019年ヒューマナディスタフステークス）
- 2016年産
  - ヴェコマ / Vekoma（2020年メトロポリタンハンデキャップ、カーターハンデキャップ）
- 2017年産
  - ミスチヴィアスアレックス / Mischevious Alex（2021年カーターハンデキャップ）
  - アロハウエスト / Aloha West（2021年ブリーダーズカップ・スプリント）
- 2018年産
  - ジャストワンタイム / Just One Time（2022年マディソンステークス）
- 2021年産
  - デターミニスティック / Deterministic（2025年マンハッタンステークス、フォースターデイヴハンデキャップ）

## 血統表
| スパイツタウンの血統    | スパイツタウンの血統                                                                       | スパイツタウンの血統                                                                       | （血統表の出典）                                                                           | （血統表の出典） |
| 父系                    | ミスタープロスペクター系                                                                   | ミスタープロスペクター系                                                                   | ミスタープロスペクター系                                                                   | [ § 2 ]          |
| 父 Gone West 1984 鹿毛  | 父の父Mr. Prospector 1970 鹿毛                                                             | Raise a Native                                                                             | Native Dancer                                                                              | Native Dancer    |
| 父 Gone West 1984 鹿毛  | 父の父Mr. Prospector 1970 鹿毛                                                             | Raise a Native                                                                             | Raise You                                                                                  |                  |
| 父 Gone West 1984 鹿毛  | 父の父Mr. Prospector 1970 鹿毛                                                             | Gold Digger                                                                                | Nashua                                                                                     | Nashua           |
| 父 Gone West 1984 鹿毛  | 父の父Mr. Prospector 1970 鹿毛                                                             | Gold Digger                                                                                | Sequence                                                                                   |                  |
| 父 Gone West 1984 鹿毛  | 父の母Secrettame 1978 栗毛                                                                 | Secretariat                                                                                | Bold Ruler                                                                                 | Bold Ruler       |
| 父 Gone West 1984 鹿毛  | 父の母Secrettame 1978 栗毛                                                                 | Secretariat                                                                                | Somethingroyal                                                                             |                  |
| 父 Gone West 1984 鹿毛  | 父の母Secrettame 1978 栗毛                                                                 | Tamerett                                                                                   | Tim Tam                                                                                    | Tim Tam          |
| 父 Gone West 1984 鹿毛  | 父の母Secrettame 1978 栗毛                                                                 | Tamerett                                                                                   | Mixed Marriage                                                                             |                  |
| 母 Silken Cat 1993 栗毛 | 母の父Storm Cat 1983 黒鹿毛                                                                | Storm Bird                                                                                 | Northern Dancer                                                                            | Northern Dancer  |
| 母 Silken Cat 1993 栗毛 | 母の父Storm Cat 1983 黒鹿毛                                                                | Storm Bird                                                                                 | South Ocean                                                                                |                  |
| 母 Silken Cat 1993 栗毛 | 母の父Storm Cat 1983 黒鹿毛                                                                | Terlingua                                                                                  | Secretariat                                                                                | Secretariat      |
| 母 Silken Cat 1993 栗毛 | 母の父Storm Cat 1983 黒鹿毛                                                                | Terlingua                                                                                  | Crimson Saint                                                                              |                  |
| 母 Silken Cat 1993 栗毛 | 母の母Doll 1980 鹿毛                                                                       | Chieftain                                                                                  | Bold Ruler                                                                                 | Bold Ruler       |
| 母 Silken Cat 1993 栗毛 | 母の母Doll 1980 鹿毛                                                                       | Chieftain                                                                                  | Pocahontas                                                                                 |                  |
| 母 Silken Cat 1993 栗毛 | 母の母Doll 1980 鹿毛                                                                       | Insilca                                                                                    | Buckpasser                                                                                 | Buckpasser       |
| 母 Silken Cat 1993 栗毛 | 母の母Doll 1980 鹿毛                                                                       | Insilca                                                                                    | Copper Canyon                                                                              |                  |
| 母系(F-No.)             | 9号族(FN:9-b)                                                                              | 9号族(FN:9-b)                                                                              | 9号族(FN:9-b)                                                                              | [ § 3 ]          |
| 5代内の近親交配         | Secretariat3×4＝18.75%、Bold Ruler4×5×4＝15.63%、Nasrullah5×5×5＝9.38%、Tom Fool5×5＝6.25% | Secretariat3×4＝18.75%、Bold Ruler4×5×4＝15.63%、Nasrullah5×5×5＝9.38%、Tom Fool5×5＝6.25% | Secretariat3×4＝18.75%、Bold Ruler4×5×4＝15.63%、Nasrullah5×5×5＝9.38%、Tom Fool5×5＝6.25% | [ § 4 ]          |
| 出典                    | 1. 2. 3. 4.                                                                                | 1. 2. 3. 4.                                                                                | 1. 2. 3. 4.                                                                                | 1. 2. 3. 4.      |